# Зилє
Зилє (словен. Zilje) — поселення в общині Чрномель, Південно-Східна Словенія, Словенія. Висота над рівнем моря: 234,4 м.